# 9826 Еренфройнд
9826 Еренфройнд (9826 Ehrenfreund) — астероїд головного поясу, відкритий 16 жовтня 1977 року.
Тіссеранів параметр щодо Юпітера — 3,231.